# Deanolis sublimbalis
Deanolis sublimbalis är en fjärilsart som beskrevs av Pieter Cornelius Tobias Snellen 1899. Deanolis sublimbalis ingår i släktet Deanolis och familjen Crambidae. Inga underarter finns listade i Catalogue of Life.

## Bildgalleri

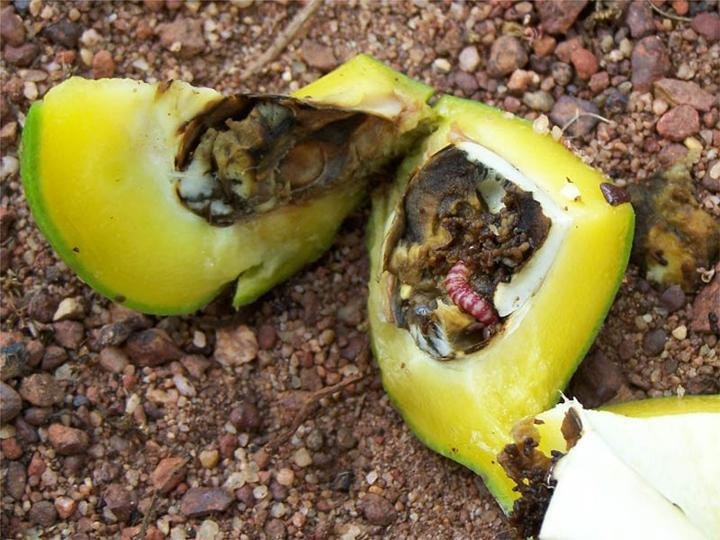
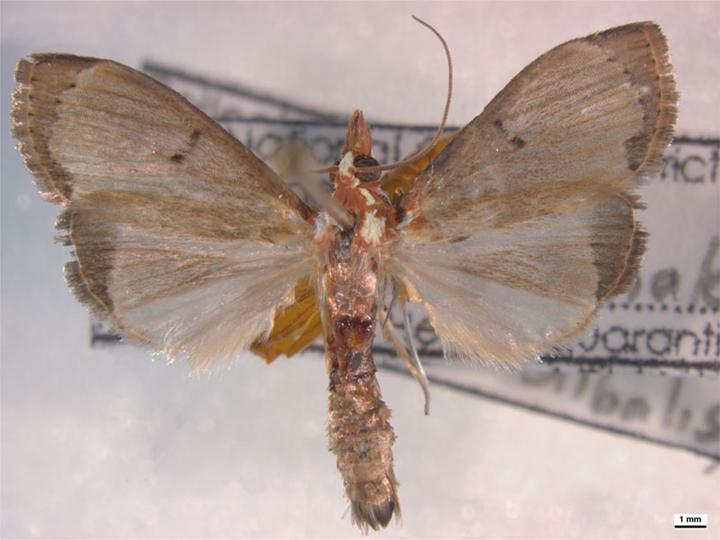
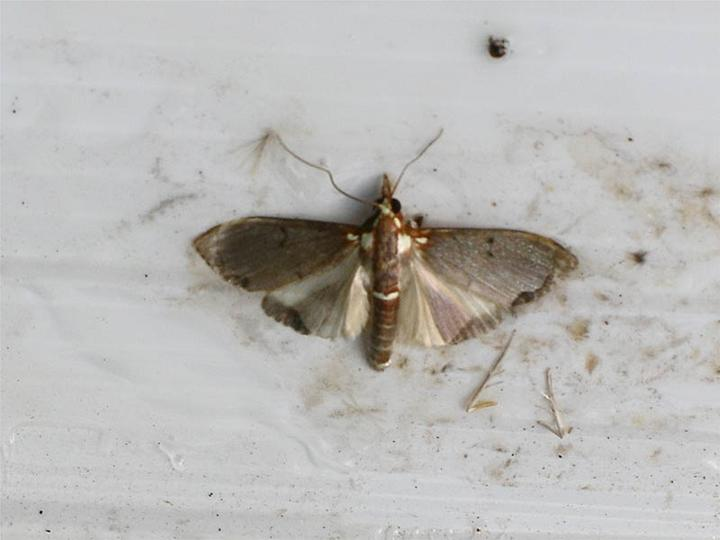